# Galipooje, Chikmagalur
Galipooje là một làng thuộc tehsil Chikmagalur, huyện Chikmagalur, bang Karnataka, Ấn Độ.